# Albertina, Minas Gerais
Albertina este un oraș din unitatea federativă Minas Gerais, Brazilia.